# La Rose des vents
Pour les articles homonymes, voir Rose des vents (homonymie).
La Rose des vents est un théâtre scène nationale situé à Villeneuve-d'Ascq dans le quartier de l'Hôtel-de-Ville.
Ce site est desservi par la station de métro Villeneuve-d'Ascq – Hôtel de Ville.

## Présentation
La Rose des vents propose chaque saison d'octobre à juin plus de cinquante spectacles différents et plus de cent trente représentations. Il s'agit en grande majorité de pièces de théâtre et de spectacles de danse.

La Rose des vents est aussi coorganisateur avec quatre autres structures culturelles (françaises et belges) du Festival NEXT qui se déroule chaque année pendant deux semaines, fin novembre début décembre.

## Histoire
La construction du théâtre,conçu par l'architecte d'Amiens Bernard Bougeault,  a commencé en 1971. La Rose des vents a été inauguré et a ouvert ses portes en 1976.

## Architecture
La façade blanche avec des points rouges a été faite après l'ouverture du théâtre. À l'origine, c'était simplement un cube de béton avec le béton apparent et trois symboles : une forme arrondie rose et noire avec un œil au milieu, un triangle gris et un carré empli de ligne noires et blanches.

## Subventions
La Rose des vents reçoit des subventions du Ministère de la Culture (Direction régionale des affaires culturelles Nord-Pas-de-Calais), du Conseil régional du Nord-Pas-de-Calais, du Conseil général du Nord et de la ville de Villeneuve-d'Ascq. Dans le cadre des collaborations transfrontalières, La rose des vents reçoit le soutien de "Union européenne : Fonds Européen de Développement Régional" "INTERREG efface les frontières".